# خلف‌انصار (ورزقان)
خلف‌انصار یکی از روستاهای استان آذربایجان شرقی است که در دهستان ازومدل جنوبی بخش مرکزی شهرستان ورزقان واقع شده‌است.